# 吉田カツ
吉田 カツ（よしだ かつ、1939年11月4日 - 2011年12月18日）は、日本のイラストレーター。本名、吉田勝彦（よしだ かつひこ）。

## 経歴
兵庫県多紀郡城北村(現、丹波篠山市)出身。
1961年、大阪美術学校(現、大阪芸術大学)デザイン科を卒業後、平沢志郎デザイン室で働き始めるが3か月で退職。
1963年、オギノスタジオ入社。
1968年、オギノスタジオ退社、旭通信社入社。
1970年、旭通信社退社。
1971年、上京。
1973年、妻・智恵子と大阪で挙式。
1974年、『ローリング・ストーン』誌の仕事をきっかけにキョードー東京の出版物や『GORO』 、『アドリブ』、『月刊プレイボーイ』等の雑誌のイラストレーションを手がけるようになる。
1976年より、「フリーランス・イラストレーター・カツ（KATSU）」と名乗る。
1977年からはアートディレクターの石岡瑛子と組んでPARCOのポスターや雑誌『野性時代』表紙、西武劇場「サロメ」のポスター等を制作。
1979年、青山のグリーン・コレクションズで初の個展を開催。
2005年、東京から故郷の篠山市へ仕事場と居を移す。
2011年12月18日、肺気腫のため死去。72歳没。

## 作品
- マルサの女2(伊丹十三監督)(1988年)のポスターグラフィック。
- フジサンケイグループのシンボルマーク「目玉マーク」[7]
- キリン一番搾り 美味くて喜ぶ顔のマーク[8]
- 全日空グループの機内誌『翼の王国』表紙イラスト[7]
- Mandance（英語版） 1982年に発売されたジャズ・ドラマーのロナルド・シャノン・ジャクソン（英語版）のアルバムのカバー・イラスト。
- Consecration-The Last 1989年にアルファレコードから発売されたビル・エヴァンズトリオのアルバムのカバー・イラスト。
- 青春玉 -学生時代- 1992年に発売されたロックバンド爆風スランプのベスト・アルバムのジャケット・アート。

## 著作
- 『Books』（光琳社出版、1993年）
- 『High coup』（講談社インターナショナル、1985年）
- 『Katsu on Issey』（三宅一生と共著、CBS・ソニー出版、1982年）
- 『M,m』（光琳社出版、1994年）
- 『Picaro』（リブロポート、1988年）
- 『Popular』（共著、講談社、1985年）
- 『すごい島』（ほるぷ出版、 1991年）
- 『だいじょうぶマイ・フレンド』（村上龍と共著、集英社、1983年）
- 『東京味のグランプリ. 1986』（山本益博と共著、講談社、1986年）
- 『花』（光琳社出版、1998年）
- 『バハマブック』（情報センター出版局、1991年）
- 『満月変』（ミリオン出版、1983年）
- 『吉田カツ個展1979-1991』（光琳社出版、1992年）
- 『吉田カツ・セクサス』（美術出版社、1980年）
- 『ラウンド・ミッドナイト』（JICC出版局、1984年）[9]